# Gustav Eduard Nolte (Politiker, 1850)
Gustav Eduard Nolte (* 30. August 1850 in Hamburg; † 7. Oktober 1912 ebenda) war ein deutscher Jurist und Abgeordneter der Hamburgischen Bürgerschaft.

## Leben
Nolte besuchte die Gelehrtenschule des Johanneums und nahm freiwillig am Deutsch-Französischen Krieg 1870/71 als Soldat im Infanterie-Regiment „Hamburg“ (2. Hanseatisches) Nr. 76 teil. Er promovierte 1873 in Göttingen. Am 4. März 1874 wurde Nolte in Hamburg als Advokat immatrikuliert. Er assoziierte sich Johann Otto Stammann, bis zu seinem Tod, war er als Anwalt zugelassen. Nolte war als Syndikus für die Norddeutsche Bank und für die Anglo-Continentale Guano-Werke tätig. Er gehörte den Aufsichtsräten der Albingia Versicherungs AG, der Hamburg-Mannheimer Versicherungs-AG, der Versicherungsgesellschaft von 1873 und der Hamburger Versicherungsgesellschaft an.
Nolte gehörte von 1886 bis 1898 als Abgeordneter der Hamburgischen Bürgerschaft an, er schloss sich der Fraktion der Rechten an.

## Familie
Noltes Eltern waren, der Buchhändler Gustav Eduard Nolte (1812–1885) und Minna Geffcken (1823–1886), eine Tochter von Heinrich Geffcken. Er selber heiratete 1880 Gertrud Laura Mutzenbecher (1857–1909), eine Tochter des Versicherungsgründer Hermann Mutzenbecher (1819–1906).